# Castet
Castet é uma comuna francesa na região administrativa da Nova Aquitânia, no departamento dos Pirenéus Atlânticos. Estende-se por uma área de 22,43 km². Em 2010 a comuna tinha 159 habitantes (densidade: 7,1 hab./km²).